# ФК Реал Подунавци
ФК Реал Подунавци је српски фудбалски клуб из Подунаваца. Тренутно се такмичи у Српској лиги Запад, лиги трећег степена у српском фудбалу. Основан је 1966. године, а основна боја клуба је бела.
Клуб је 2016. прославио 50 година од свог оснивања. Након промена у организацији такмичења на територији Шумадије и западне Србије, клуб је одлуком Фудбалског подсавеза тог региона прикључен такмичењу у новоформираној Шумадијско-рашкој зони, у сезони 2018/19. Претходно се такмичио у Рашкој окружној лиги, окончавши сезону 2017/18. као трећи на табели.

## Новији резултати
| Сезона   | Ранг | Лига                  | Позиција | ИГ | Д  | Н  | П  | ГД | ГП | ГР  | Бод     | Куп                  |
| -------- | ---- | --------------------- | -------- | -- | -- | -- | -- | -- | -- | --- | ------- | -------------------- |
| 2018/19. | 4    | Шумадијско-рашка зона | 12.      | 26 | 9  | 4  | 13 | 30 | 50 | -20 | 31      | Није се квалификовао |
| 2019/20. | 4    | Шумадијско-рашка зона | 3.       | 16 | 8  | 5  | 3  | 30 | 14 | +16 | 29      | Није се квалификовао |
| 2020/21. | 4    | Шумадијско-рашка зона | 1.       | 28 | 21 | 2  | 5  | 79 | 24 | +55 | 65      | Није се квалификовао |
| 2021/22. | 3    | Српска лига Запад     | 9.       | 30 | 10 | 11 | 9  | 34 | 33 | +1  | 41      | Није се квалификовао |
| 2022/23. | 3    | Српска лига Запад     | 11.      | 30 | 9  | 6  | 15 | 29 | 41 | -12 | 33      | Није се квалификовао |
| 2023/24. | 3    | Српска лига Запад     | 7.       | 30 | 13 | 4  | 13 | 37 | 34 | +3  | 43      | Није се квалификовао |
| 2024/25. | 3    | Српска лига Запад     | 4.       | 30 | 15 | 8  | 7  | 63 | 26 | +37 | 44 (-9) | Није се квалификовао |
| 2025/26. | 3    | Српска лига Запад     | —        | —  | —  | —  | —  | —  | —  | —   | —       | —                    |